# Список библейских имён/Д
Библейские имена собственные, начинающиеся с буквы Д, — предмет изучения библейской ономастики (ономатологии), отрасли библеистики, изучающей упоминаемые в Библии собственные имена персоналий, теофорные имена, а также названия городов, местностей и пр.. В список включены имена: привычные для еврейского читателя Ветхого Завета — согласно ЕЭБЕ, привычные для русского читателя Синодального перевода — согласно БЭАН; а также свойственный библейским именам символический смысл.

## Да~
| Википедия                 | ЕЭБЕ                                      | БЭАН                                                              | Смысл имени согласно БЭАН и ЕЭБЕ               | Строка Библии |
| ------------------------- | ----------------------------------------- | ----------------------------------------------------------------- | ---------------------------------------------- | --- |
| Дабешеф                   | Даббашет                                  | Дабешеф                                                           | [город] горб верблюда                          | (Нав. 19:11) Завулонов «предел восходит к морю и Марале и примыкает к Дабешефу»                                                                                  |
| Даберат                   | Даберат                                   | Давраф                                                            | [город] пасти, выгонять на пастбище            | (Нав. 19:12) «[Завулонов предел] от Сарида идет назад к восточной стороне, к востоку солнца, до предела Кислоф-Фавора; отсюда идет к Даврафу и восходит к Иафии» |
| Давид                     | Давид                                     | Давид                                                             | ЕЭБЕ: близкий; родственник; БЭАН: возлюбленный | (1Цар. 16:13) «И взял Самуил рог с елеем и помазал его среди братьев его, и почивал Дух Господень на Давиде с того дня»                                          |
| Сион                      |                                           | Давида город (град Давидов)                                       | [крепость]                                     | (2Цар. 5:7) «Давид взял крепость Сион: это — город Давидов» |
| Давир (страна)            | Дебир (Кирьят-Сефер; Кирьят-Санна)        | Давир (а); Кириаф-Сефер («город книг»); Кириаф-Санна («учёность») | оракул; прорицалище                            | (Нав. 10:38) «обратился Иисус и весь Израиль с ним к Давиру и воевал против него; и взял его и царя его и все города его»                                        |
| Святая святых             |                                           | Давир (б)                                                         | [внутренняя часть Соломонова храма]            | (3Цар. 6:5) Соломон «сделал пристройку вокруг стен храма, вокруг храма и давира»                                                                                 |
| Даврий                    |                                           | Даврий                                                            | моё слово                                      | (Лев. 24:10) «имя же матери его Саломиф, дочь Давриина, из племени Данова»                                                                                       |
| Даги (Библия)             | Дегавиты                                  | Даги                                                              | [народ] сирийск. мудрые                        | (Езд. 4:9) «Рехум советник и Шимшай писец и прочие товарищи их, — Динеи и Афарсафхеи, Тарпелеи, Апарсы, Арехьяне, Вавилоняне, Сусанцы, Даги, Еламитяне»          |
| Дагон                     | Дагон                                     | Дагон                                                             | рог или большая рыба                           | (Суд. 16:23) «чтобы принести великую жертву Дагону, богу своему»                                                                                                 |
| Дакув                     |                                           | Дакув (Аккув)                                                     |                                                | |
| Далан (Библия)            |                                           | Далан (Делайя; Делаия)                                            |                                                | |
| Далила                    | Делила (Далила)                           | Далида                                                            | жалкая, бедная, несчастная                     | |
| Далмануфа                 |                                           | Далмануфа                                                         |                                                | |
| Далмация                  | —                                         | Далматия                                                          |                                                | |
| Далуия                    |                                           | Далуия (Хилеав)                                                   | похожий на отца; подобный ему                  | |
| Далфон                    | Далфон                                    | Далфон (персидск.)                                                | евр. нищий                                     | |
| Дамарь                    |                                           | Дамарь                                                            | юная телица                                    | |
| Дамаск                    | Дамаск (египетск. Ti-mas-ku; Sa-ra-maski) | Дамаск                                                            | сербск. место хлопот, деятельности             | |
| Дан (город)               |                                           | Дан                                                               | судия                                          | |
| Дан (бывший Лаис)         | Дан, город (Лаиш; Лешем)                  | Дан (город в колене Неффалимовом); бывший Лаис (а)                | судия                                          | (Суд. 18:29) «нарекли имя городу: Дан, по имени отца своего Дана, сына Израилева; а прежде имя городу тому было: Лаис»                                           |
| Дан (сын Иакова)          | Дан — 1)                                  | Дан (сын Иакова)                                                  | судия                                          | |
| Даниил (пророк)           | Даниил 4)                                 | Даниил (а)                                                        | судия Божий                                    | |
| Данна (Библия)            |                                           | Данна                                                             | низкая страна                                  | (Нав. 15:49) «На горах: Шамир, Иаттир и Сохо, Данна» |
| Даново колено             | Даново колено — 2)                        | Даново колено                                                     |                                                | |
| Дан-Яан                   | Дан-Яан                                   | Дан-Яан                                                           | [город]                                        | |
| Дара (Библия)             |                                           | Дара                                                              | перл мудрости                                  | |
| Дарда                     | Дарда (Дара, сын Зераха)                  | Дарда                                                             | перл мудрости                                  | |
| сын Ахашвероша (Ассуира)  | Дарий — 2)                                | Дарий (а) (Дариавуш; Дарий I Мидийский; Дарий Астиаг или Ашдахал) | перс. царь, повелитель (а)                     | (Дан. 5:31) «Дарий Мидянин принял царство, будучи шестидесяти двух лет»                                                                                          |
| Дарий I, сын Истаспа      | Дарий (введение)                          | Дарий (б) (Дариавуш)                                              | перс. царь, повелитель                         | |
| Дарий III                 | Дарий — 1) (Дарий Кодомана)               | Дарий (в) (Дариавуш)                                              | перс. царь, повелитель                         | (Неем. 12:22) «в царствование Дария Персидского» |
| Арей I                    |                                           | Дарий (Дариавуш)                                                  | перс. царь, повелитель                         | (1Мак. 12:7) «от Дария [Арея]… присланы были к первосвященнику Онии письма»                                                                                      |
| Дарик                     | Дарик (Adarkonim)                         | Дарике                                                            | [персидская овальная золотая монета]           | (1Пар. 29:7) «И дали на устроение дома Божия пять тысяч талантов и десять тысяч драхм золота»                                                                    |
| Даркан (Библия)           |                                           | Даркан (Лозон)                                                    | носильщик                                      | |
| Дафан и Авирон            | Датан и Абирам                            | Дафан и Авирон                                                    | источник                                       | |
| Дафема                    | Датема                                    | Дафема                                                            | [укрепление]                                   | (1Мак. 5:9) «Тогда собрались язычники, жившие в Галааде, против Израильтян, находившихся в пределах их, чтобы истребить их; но они бежали в крепость Дафему»     |
| Дафна (пригород Антиохии) | Дафне                                     | Дафна                                                             | лавровое дерево                                | |
| Двор стражи               |                                           | Двор стражи (Темничный)                                           |                                                | (Иер. 32:2) «войско царя Вавилонского осаждало Иерусалим, и Иеремия пророк был заключен во дворе стражи»                                                         |

## Де~
| Википедия                  | ЕЭБЕ                                                                                   | БЭАН                                  | Смысл имени согласно БЭАН и ЕЭБЕ          | Строка Библии |
| -------------------------- | -------------------------------------------------------------------------------------- | ------------------------------------- | ----------------------------------------- | --- |
| Деввора                    |                                                                                        | Деввора                               | пчела                                     | (Тов. 1:8) Товит: «как заповедала мне Деввора, мать отца моего, когда я после отца моего остался сиротою» |
| Девир (царь)               |                                                                                        | Девир                                 |                                           | (Нав. 10:3) «Адониседек, царь Иерусалимский, послал к…. Девиру, царю Еглонскому» |
| Девлафа                    |                                                                                        | Девлафа (Ривка)                       | круг                                      | |
| Девора (кормилица)         | Дебора, кормилица Ревекки                                                              | Девора (а)                            | пчела                                     | (Быт. 24:59) «И отпустили Ревекку, сестру свою, и кормилицу её» |
| Девора                     | Дебора, пророчица                                                                      | Девора (б)                            | пчела                                     | (Суд. 4:5) «В то время была судьею Израиля Девора пророчица, жена Лапидофова» |
| Дедан                      | Дедан (2) сын Иоктана                                                                  | Дедан (а) страна Дедана, сына Иокшана | низменный                                 | (Иер. 25:23) «и царей островов, которые за морем, Дедана, и Фему, и Буза» |
| Дедан                      | Дедан (1) сын Раемы                                                                    | Дедан (б) страна Дедана, сына Раамы   | низменный                                 | (Иез. 25:13) «от Фемана до Дедана все падут от меча» |
| Деир                       | Деира, Дура (долина)                                                                   | Деир Дура (равнина)                   | стена, вал (ЕЭБЕ) круг, окружность (БЭАН) | (Дан. 3:1) «Царь Навуходоносор сделал золотой истукан, … поставил его на поле Деире, в области Вавилонской» |
| Делайя                     | Делаия                                                                                 | Делайя, Делаия                        | Господь Избавитель                        | |
| Дилос                      | —                                                                                      | Делос                                 | [остров]                                  | |
| Демон                      | Демоны: 1/ «сеирим» («косматые») и 2/ «шедим» (демоны бурь, изображаемые в виде быков) | Демон                                 | гении элементов бытия                     | (Тов. 6:8) «если кого мучит демон или злой дух, то сердцем и печенью должно курить пред таким мужчиною или женщиною» (Ис. 13:21) «Вавилон… будет ниспровержен Богом… и косматые/„сеирим“ будут скакать там» (Ис. 13:6) «день Господа близок, идет как разрушительная сила от Всемогущего/„шедим“» |
| Демофон (Библия)           |                                                                                        | Демофон                               |                                           | |
| Денница                    | Люцифер (в Септуагинте)                                                                | Денница                               | люцифер, светоносец                       | |
| Йом-кипур                  | Иом-Киппур                                                                             | День очищения                         | [10-й день 7-го месяца]                   | |
| Дервия                     | —                                                                                      | Дервия                                | [город]                                   | |
| Десав                      | Десса                                                                                  | Десав                                 | [город]                                   | |
| Десан                      |                                                                                        | Десан (Рецин)                         |                                           | |
| Декаполис (Ближний Восток) | Декаполь                                                                               | Десятиградие (Декаполь)               |                                           | (Мф. 4:25) «И следовало за Ним множество народа из Галилеи и Десятиградия, и Иерусалима, и Иудеи, и из-за Иордана» |
| Десять заповедей           | Десять заповедей (Декалог)                                                             | Скрижали завета                       |                                           | (Исх. 24:12) «И сказал Господь Моисею: взойди ко Мне на гору и будь там; и дам тебе скрижали каменные, и закон и заповеди, которые Я написал для научения их» |

## Ди~
| Википедия             | ЕЭБЕ                     | БЭАН                             | Смысл имени согласно БЭАН и ЕЭБЕ                             | Строка Библии |
| --------------------- | ------------------------ | -------------------------------- | ------------------------------------------------------------ | --- |
| Дьавол                | —                        | Диавол                           | греч. клеветник, обольститель                                | (Иоан. 8:44) «Ваш отец диавол; и вы хотите исполнять похоти отца вашего»                                                          |
| Дивлаим               |                          | Дивлаим                          | мягкость и приятность вкуса плодов                           | |
| Дивлаф                | Дибла (Диблата; Риблата) | Дивлаф                           | округ                                                        | |
| Дивон (город)         | Дибон                    | Дивон                            | по Фюрсту — место источников, по Гизению — таяние, изнывание | |
| Дивон-Гад             |                          | Дивон-Гад                        | [стан израильтян]                                            | |
| Апостол Фома          | —                        | Дидим                            | близнец                                                      | |
| Дизагав               | Дизагаб                  | Дизагав                          | золотообильное место                                         | |
| Дикла                 | Дикла                    | Дикла                            | место пальмовых деревьев                                     | |
| Дилеан                | Дилеан                   | Дилеан                           | [город] место тыкв, огурцов                                  | |
| Димас (Библия)        | —                        | Димас                            |                                                              | |
| Димна                 | Димна                    |                                  |                                                              | (Нав. 21:35) «Племенам сынов Мерариных, остальным левитам, дали… Димну и предместья её»                                           |
| Димон (река)          | по ЕЭБЕ это город        | Димона воды                      |                                                              | (Ис. 15:9) «воды Димона наполнились кровью, и Я наведу на Димон ещё новое — львов на убежавших из Моава и на оставшихся в стране» |
| Димон (город)         | Димон                    |                                  | [моабитский город]                                           | (Ис. 15:9) «воды Димона наполнились кровью, и Я наведу на Димон ещё новое — львов на убежавших из Моава и на оставшихся в стране» |
| Димона                | Димона                   | Димона                           |                                                              | (Нав. 15:22) «города с края колена сынов Иудиных в смежности с Идумеею на юге были: … Кина, Димона, Адада»                        |
| Димофон               |                          | Димофон                          |                                                              | |
| Дина (Библия)         | Дина, дочь Якова         | Дина                             | суд                                                          | |
| Динеи                 | Динаи (Динеи)            | Динеи                            | [племя или судьи]                                            | (Езд. 4:9) «Рехум советник и Шимшай писец и прочие товарищи их, — Динеи и Афарсафхеи»                                             |
| Дингава               | Дингаба                  | Дингава                          | [столица царя Белы] место грабежа и убежища                  | |
| Дионисий Ареопагит    | —                        | Дионисий Ареопагит               |                                                              | |
| Диопет                |                          | Диопет                           | упавший от Юпитера                                           | |
| Диоскоринфий          |                          | Диоскоринфий                     | [месяц года]                                                 | (2Мак. 11:21) «Сто сорок восьмого года, месяца Диоскоринфия, двадцать четвёртого дня»                                             |
| Диоскуры              | —                        | Диоскуры (Кастор и Поллукс)      |                                                              | (Деян. 28:11) «мы отплыли на Александрийском корабле, называемом Диоскуры»                                                        |
| Диотреф               | —                        | Диотреф                          | божественно питаемый                                         | |
| Рифат                 | Дифат                    | Рифат                            |                                                              | (1Пар. 1:6) «Сыновья Гомера: Аскеназ, Рифат и Фогарма»                                                                            |
| Дишон                 | Дишон (Дишан)            | Дишон                            | серна, горная коза                                           | |
| Дмина                 |                          | Дмина                            | [город] унавоженный                                          | |
| Деметрий I Сотер      | Димитрий I Сотер         | Дмитрий (а), Димитрий Сотер      | принадлежащий Димитре, или римской Церере, богине земледелия | |
| Деметрий II Никатор   | Димитрий II Никатор      | Дмитрий (б), Димитрий II Никатор | принадлежащий Димитре                                        | |
| Димитрий Серебряник   |                          | Дмитрий (Димитрий Серебряник)    | принадлежащий Димитре                                        | |
| Дмитрий (апостол)     | —                        | Дмитрий                          | принадлежащий Димитре                                        | |
| Священнические череды |                          | Дневные чреды                    |                                                              | |

## До~
| Википедия                   | ЕЭБЕ                       | БЭАН                                                                                  | Смысл имени согласно БЭАН и ЕЭБЕ              | Строка Библии |
| --------------------------- | -------------------------- | ------------------------------------------------------------------------------------- | --------------------------------------------- | --- |
| Додава                      | Додавагу                   | Додава                                                                                | дружба                                        | |
| Додай                       |                            | Додай                                                                                 | дружба                                        | |
| Доданим                     | Доданим                    | Доданим                                                                               | [4-й сын Иавана (евр. Явана)]                 | |
| Доддей                      | Иддо — 3)                  | Доддей (Иддо)                                                                         |                                               | |
| Додо (Библия)               | Додо                       | Додо                                                                                  | друг Божий                                    | |
| Доик                        | Доег                       | Доик                                                                                  | боязливый, робкий                             | |
| Док (Библия)                | Док (Дагон)                | Док                                                                                   | [крепость]                                    | |
| Долины в Библии             |                            | Долина 1) Биках 2) Эмек 3) Гай (Ге) 4) Нахал 5) Иосафата 6) Изреельская 7) Иорданская |                                               | |
| Дор (Библия)                | Дор (Нафат-Дор)            | Дора, Дор                                                                             | круг, окружность                              | (Нав. 12:23) «один царь Дора при Нафаф-Доре»                                                                                            |
| Доримен                     |                            | Доримен-Макрон                                                                        |                                               | |
| Досифей (Библия)            |                            | Досифей                                                                               |                                               | |
| Дофан                       | Дотан (Дотаин)             | Дофан, Дофаим                                                                         | колодезь, источник, бьющий вверх              | |
| Дофка                       | Дофка                      | Дофка                                                                                 | [стан израильтян] гонка скота                 | |
| Дракон                      | Дракон                     | Дракон                                                                                | всякое животное с удлинённым, вытянутым телом | (Втор. 32:33) «от виноградной лозы Содомской и с полей Гоморрских… вино их яд драконов и гибельная отрава аспидов»                      |
| Драконов источник           |                            | Драконов источник                                                                     |                                               | (Неем. 2:13) Неемия: «проехал я ночью через ворота Долины перед источником Драконовым к воротам Навозным»                               |
| Дерево жизни (Библия)       | Древо жизни                | Древо жизни                                                                           |                                               | |
| Дерево познания добра и зла | Древо познания             | Древо познания добра и зла                                                            |                                               | |
| Дримил                      |                            | Дримил                                                                                |                                               | |
| Дрок                        | Ритма (дрок)               | Дрок                                                                                  | [хвойное растение]                            | (Пс. 119:4) «стрелы … с горящими углями дроковыми»                                                                                      |
| Друзилла                    | Друсилла                   | Друзилла                                                                              |                                               | (Деян. 24:24) «Феликс, придя с Друзиллою, женою своею, Иудеянкою, призвал Павла, и слушал его о вере во Христа»                         |
| Дубрава Мамре               | Дубрава Мамре              | Дубрава Мамре                                                                         | Мамре — твёрдый                               | (Быт. 18:1) «явился ему Господь у дубравы Мамре»                                                                                        |
| Дума (сын Измаила)          | Дума — 1)                  | Дума (а)                                                                              | молчаливый; молчание?                         | |
| Дума (город)                | Дума — 2)                  | Дума                                                                                  | молчаливый; молчание?                         | |
| Думаф                       |                            | Дума (Думаф)                                                                          | [область] молчаливый; молчание?               | |
| Святой Дух                  | Дух Святой (руах га-кодеш) | Дух Святый                                                                            |                                               | (Деян. 5:3) «Петр сказал: Анания! Для чего ты допустил сатане вложить в сердце твое мысль солгать Духу Святому и утаить из цены земли?» |
| Дщерь Сионова               | —                          | Дщерь Сионова                                                                         |                                               | (Матф. 21:5) «Скажите дщери Сионовой»                                                                                                   |